# Athripsodes tavaresi
Athripsodes tavaresi är en nattsländeart som först beskrevs av Luisa Eugenia Navas 1916.  Athripsodes tavaresi ingår i släktet Athripsodes och familjen långhornssländor. Inga underarter finns listade i Catalogue of Life.